# Allegationes
Les Allegationes («Al·legacions») és un petit escrit de Francesc Eiximenis en llengua llatina datat entre 1398 i 1408 i escrit a València. L'erudit Albert Hauf transcrigué i edità aquest opuscle en 1986.

## Origen
Entre 1398 i 1408 hi hagué a la ciutat de València una contesa entre la jurisdicció civil i eclesiàstica. L'origen de la disputa en concret fou al voltant del fur dels clergues. El Justícia del Regne de València manà desarmar els clergues que duien armes públicament. El bisbe de València, N'Hug de Llupià i Bages (íntim amic d'Eiximenis, qui li havia dedicat el seu Pastorale), exigí que els clergues foren jutjats pel fur eclesiàstic, i demanà també que se li lliurassen les armes retirades a aquests clergues. També es plantejà altra qüestió entre el Mestre de l'Orde de Montesa i el rei d'Aragó. Per a resoldre tots aquests conflictes, es va recórrer a l'arbitratge de setze prohoms del Regne, la majoria juristes, però també alguns d'eclesiàstics, com Eiximenis. Doncs la part d'aquest dictamen d'arbitratge corresponent a Francesc Eiximenis (que per força ha de ser anterior a 1409, any de la seua mort), és allò que coneixem per Allegationes.

## Contingut
Aquest escrit és clau per a conéixer les idees teocràtiques d'Eiximenis. L'argumentació que dona ací Eiximenis se repeteix sovint en altres llocs de la seua obra, on justifica la teocràcia papal, com ara els capítols 75-81 i 234 del Primer del Crestià, o la quarta part (capítols 396-466) del Dotzè del Crestià.
D'entre els arguments i autors que hi esmenta, podem destacar els següents:
- La butlla Unam Sanctam (Una Santa) del papa Bonifaci VIII.
- De consideratione (Sobre la consideració) de Sant Bernat de Claravall.
- De sacramentis (Sobre els sacraments) d'Hug de Sant Víctor.
- Liber de personis ecclesiasticis (Llibre de les persones eclesiàstiques) de sant Isidor de Sevilla.
- La Donació de Constantí.
- El canonista Enric de Susa (més conegut com al cardenal Ostienc, o simplement l'Ostienc) en diverses obres.

Al final, per a corroborar la seua argumentació, conta com tots aquells monarques que han atacat i perseguit l'Església, han acabat mal, com donant a entendre que Déu els ha castigat. I posa al final un monarca al qual ell li té especial animadversió al llarg de tota la seua obra, Frederic II Hohenstaufen, si bé el tractament que fa d'aquest monarca sempre és molt delicat, car els reis de la Corona d'Aragó eren els seus descendents a conseqüència del matrimoni de Constança de Sicília, neta seua, amb Pere el Gran.

## Edicions digitals
- Edició dins les obres completes de Francesc Eiximenis (en català i en llatí) Arxivat 2012-04-02 a Wayback Machine..